# Sphex ichneumoneus
Espèce
Sphex ichneumoneus (en anglais : great golden digger wasp, le Grand sphex doré) est une espèce américaine de guêpes fouisseuses appartenant au genre Sphex.

## Reproduction
Les femelles de Sphex ichneumoneus ne chassent que de grosses sauterelles vertes. Lorsqu’une proie est capturée, elles la paralysent à l’aide de leur aiguillon. La guêpe place ensuite sa victime dans une cellule préalablement construite, puis elle pond un œuf sur sa proie et referme la cellule. Les autres cellules sont remplies de la même façon, avec un œuf dans chaque cellule. À leur éclosion, les larves se nourrissent de la proie paralysée que leur mère leur a laissée. Ces proies, toujours bien vivantes, constituent un repas frais et nutritif pour ces futures guêpes. 